# Peloribates pilipinus
Peloribates pilipinus är en kvalsterart som beskrevs av Corpuz-Raros 1981. Peloribates pilipinus ingår i släktet Peloribates och familjen Haplozetidae. Inga underarter finns listade i Catalogue of Life.